# Малімб червоний
Малі́мб червоний (Malimbus erythrogaster) — вид горобцеподібних птахів родини ткачикових (Ploceidae). Мешкає в Центральній Африці.

## Поширення і екологія
Червоні малімби мешкають в Нігерії, Камеруні, Республіці Конго, Демократичній Республіці Конго, Екваторіальній Гвінеї, Центральноафриканській Республіці, Габоні, Уганді і Південному Судані. Вони живуть у вологих і сухих рівнинних тропічних лісах.